# Meta birmanica
Meta birmanica là một loài nhện trong họ Tetragnathidae.
Loài này thuộc chi Meta. Meta birmanica được miêu tả năm 1898 bởi Thorell.